# Unteres Eichsfeld
Unteres Eichsfeld este o arie protejată (arie de protecție specială avifaunistică — SPA) din Germania întinsă pe o suprafață de 13.827,3 ha, integral pe uscat.

## Localizare
Centrul sitului Unteres Eichsfeld este situat la coordonatele 51°30′47″N 10°05′43″E / 51.5131°N 10.0953°E.

## Înființare
Situl Unteres Eichsfeld a fost declarat arie de protecție specială avifaunistică în iunie 2001 pentru a proteja 8 specii de animale.

## Biodiversitate
Situată în ecoregiunea continentală, aria protejată nu include niciun habitat protejat.
La baza desemnării sitului se află mai multe specii protejate de  păsări (8): prepeliță (Coturnix coturnix), ciocănitoarea de stejar (Dendrocopos medius), ciocănitoare neagră (Dryocopus martius), Falco peregrinus peregrinus, sfrâncioc roșiatic (Lanius collurio), gaia neagră (Milvus migrans), gaia roșie (Milvus milvus), viespar (Pernis apivorus).